# Sangam-dong
Sangam-dong es un complejo residencial con personalidad jurídica propia (dong ). Está ubicado en el distrito Mapo-gu, en el oeste de Seúl, Corea del Sur. Con motivo de la Copa Mundial de Fútbol de 2002, el barrio sufrió una profunda remodelación, con la construcción de grandes complejos de apartamentos y un Centro de Negocios.

## Lugares de interés
- Nanjido (난지도 蘭芝島)
- Parque World Cup (월드컵공원)
  - Parque Millennium (밀레니엄공원)
  - Sky Park (하늘공원)
  - Parque Pyeonghwa (평화공원 平和公園)
  - Parque Noeul (노을공원)
  - Parque Nanjicheon (난지천공원)
  - Parque Hangang (한강시민난지공원)

- Archivo de Cine Coreano(한국영상자료원)
  - Museo del Cine de Corea (한국 영화 박물관)
  - Cinemateca KOFA (시네마테크 KOFA)
  - Biblioteca del Archivo de Cine Coreano (영상 자료실)

- CJ E&M Center (씨제이 이앤엠 센터)[4]

- Munhwa Broadcasting Corporation (MBC) (문화방송)

## Educación
Escuelas ubicadas en Sangam-dong:
- Escuela japonesa de Seúl[5]
- Escuela Elemental Sangam
- Escuela Elemental Sangji
- Escuela Elemental Haneul Seúl
- Escuela Media Sangam
- Escuela Superior Sangam
- Escuela Dwight Seúl